# Hachimoji-DNA
Die Hachimoji-DNA (von japanisch 八 hachi „acht“, 文字 moji „Buchstabe(n)“) ist eine Desoxyribonukleinsäure (DNA), die im Gegensatz zur natürlich vorkommenden DNA acht statt vier verschiedene Nukleinbasen enthält. Vier der Basen sind natürlich und entsprechen denen der DNA, vier sind synthetisch hinzugefügt und kommen in der natürlichen DNA nicht vor. Ein Vorteil eines solchen Acht-Basen-DNA-Systems könnte eine verbesserte Fähigkeit zur Speicherung digitaler Daten sein, darüber hinaus versprechen sich die Forscher Erkenntnisse, wie sich außerirdisches Leben mit einer alternativen DNA entwickeln könnte.

## Aufbau

Die Struktur der Hachimoji-DNA ist eine normale Doppelhelix.

Natürliche DNA ist ein Molekül, das aus zwei Ketten besteht, die eine Doppelhelix bilden und die die genetischen Informationen aller bekannten lebenden Organismen und vieler Viren in Form von Genen trägt. DNA und Ribonukleinsäure (RNA) sind Nukleinsäuren und neben Proteinen, Lipiden und komplexen Kohlenhydraten (Polysaccharide) sind diese Nukleinsäuren einer der vier Haupttypen von Makromolekülen, die für alle bekannten Lebensformen essentiell sind. Die beiden DNA-Stränge werden als Polynukleotide bezeichnet, da sie aus einfacheren monomeren Einheiten, den sogenannten Nukleotiden, bestehen. Jedes Nukleotid besteht aus einer von vier stickstoffhaltigen Nukleobasen (Cytosin [C], Guanin [G], Adenin [A] oder Thymin [T]), einem Zucker namens Desoxyribose und einer Phosphatgruppe. Die Nukleotide sind in einer Kette durch kovalente Bindungen zwischen dem Zucker eines Nukleotids und dem Phosphat des nächsten verbunden, was zu einem wechselnden Zucker-Phosphat-Grundgerüst führt. Die stickstoffhaltigen Basen der beiden separaten Polynukleotidstränge sind nach den Regeln der Basenpaarung (A mit T und C mit G) mit Wasserstoffbrückenbindungen zu doppelsträngiger DNA mit gestreckten, orthogonalen, Basenpaaren verbunden.
Hachimoji-DNA hingegen ähnelt der natürlichen DNA, unterscheidet sich aber in der Anzahl und Art der Nukleobasen. Für die Bildung dieser synthetischen DNA werden Nukleobasen verwendet, die nicht in der Natur vorkommen und lipophiler als natürliche Basen sind, und zu einer Standard-Doppelhelix kombiniert, die sich unabhängig von der Reihenfolge der verwendeten Basen bildet. Aufgrund der neuen Reihenfolge der Nukleotide bilden sich mittels entsprechend entwickelter Enzyme synthetische Hachimoji-Gene, die wiederum Aptamere aus synthetischer Hachimoji-RNA bilden.
In der Hachimoji-DNA kommen die folgenden neuen Basen vor:
| Base | Name                        | Strukturformel                                 |
| ---- | --------------------------- | ---------------------------------------------- |
| P    | 5-Aza-7-deazaguanin         | Strukturformel von 5-Aza-7-deazaguanin         |
| B    | Isoguanin                   | Strukturformel von Isoguanin                   |
| rS   | Isocytosin                  | Strukturformel von Isocytosin                  |
| dS   | 1-Methylcytosin             | Strukturformel von 1-Methylcytosin             |
| Z    | 6-Amino-5-nitropyridin-2-on | Strukturformel von 6-Amino-5-nitropyridin-2-on |

Dabei bindet S mit B und Z mit P, um Basenpaare zu bilden. dS wird bei der Bildung von DNA genutzt, rS für RNA. Gemeinsam mit den vier in DNA und RNA natürlich vorkommenden Basenpaarungen enthält die resultierende Hachimoji-DNA entsprechend acht verschiedene Basen und vier verschiedene Basenpaare.
Ein Enzym (T7-Polymerase) wurde von den Forschern für die in-vitro-Transkription von Hachimoji-DNA in Hachimoji-RNA angepasst, die chemische Aktivität in Form eines grün leuchtenden Fluorophors (Fluorochroms) erzeugte.